# 40 (Ms.OOJAのアルバム)
『40』（フォーティ）は、Ms.OOJAのメジャー9枚目のオリジナルアルバム。2023年9月6日、Universal Sigmaから発売された。

## 概要
Ms.OOJAの9枚目のオリジナルアルバム。
40歳をテーマとしたコンセプトアルバム。Ms.OOJAはアルバム曲制作にあたって、40歳になった自身の心情や見えている景色をストレートに綴った。
アルバムリリースにあたっては先着特典として、Amazon限定でメガジャケット仕様、楽天ブックス限定でオリジナルコルクコースター付属仕様、それ以外の購入経路ではポスター付属仕様の3種類のものが発売された。
アルバム発売前の2023年8月8日から28日かけてビルボードライブツアー(東京、横浜、大阪)が開催され、収録曲4曲が披露された

## 楽曲解説
- ｢True｣はMs.OOJAにとって通算16曲目の配信限定シングル。Ryosuke "Dr.R" Sakaiと麦野優衣とのコライト。2人の愛が始まる瞬間、そんな高揚感を表現した曲[11][12]。
- ｢Desert｣はMs.OOJAにとって通算15曲目の配信限定シングル。ルンヒャンとShingo.Sとのコライト。アルバムの世界観を垣間見せるパイロットデジタルシングル。｢Desert｣というタイトルは砂漠という意味だが、この曲においては砂時計という意味合いが強い。｢True｣を経て｢Desert｣に突入してしまうのは恋愛の常、砂時計の砂が足元にどんどん溜まっていくような、恋愛における枯渇感、焦燥感を歌った[13]。
- ｢Epilogue｣はMs.OOJAにとって17曲目の配信限定シングル。JiNとのコライト、川島太の編曲で制作された。タイトルのまま、後書き、恋の終わりの歌[14][15]。
- ｢40｣はJiNと麦野優衣とのコライトで作り出したものの、作っては寝かせ、作っては寝かせを繰り返し、悩みに悩んで一旦棚上げされた。アルバム作りを進めていく中、これが必要な曲だとわかり急遽レコーディングをすることになり、手直しをしようとしたところ、どこも直すべきところがなかった[16]。
- ｢Little Car｣は20年前の自分へのメッセージ。あのころの自分を忘れないようにしたいという気持ちと、あの頃があったから今があるという気持ちを歌った。歌詞の中にアリシア・キーズの楽曲｢Songs in A Minor｣が出てくるが、20年前当時に乗っていたピンクのNissan MOCOの車内でアリシア・キーズの曲をずっと歌っていた[5]。
- ｢優しい世界の真ん中で｣は、人はメディアやSNSの殺伐とした情報、 誰かの悪意やミスやすれ違いに心が囚われてしまうことがあるが、それは自分を取り巻く世界のほんの一部であり長い人生でみたらほんの短い時間で、近くにはそれよりもはるかに多くの優しさや温もりもたくさんある。そんな自分を取り巻く優しさに気づけたならば、少し顔を上げて前に進むことが出来る、そんな思いで作られた歌[4]。
- ｢楽園｣は全ての大人へ送る応援歌。元々数年前にCOOZiから提供された楽曲で、完成のタイミングを計っていた曲のひとつ。曲が歌詞を引き出してくれて迷いなくキーワードか出てくるときがあり、この楽園はまさにそれであったた[4]。
- ｢Sky｣はファンとの絆をテーマに歌詞が書かれた。Ms.OOJAはコロナ禍に毎朝「おはよう」とツイートし、それに対するリプライ全てに♡を付けるということを始めた。2022年の武道館公演に向けて夜型人間の自分を律する目的で始めたものであったが、武道館Liveが終わった後もずっと続けられており[4]、そのことが曲のテーマとなっている。ベイビーフェイスをイメージしてひとりコーラスグループ調に仕上げられた[5]。
- ｢光射す方へ｣は映画「KATACHI」の主題歌。Ms.OOJAと同じ東海地方出身で同い年の堂野アキノリ監督の初の長編映画「KATACHI」の主題歌として同監督が書き下ろした楽曲[17]。

## 収録曲
| #         | タイトル                           | 作詞                                | 作曲                                | 編曲       | 時間  |
| --------- | ---------------------------------- | ----------------------------------- | ----------------------------------- | ---------- | ----- |
| 1.        | 「True」(16th配信限定シングル)     | Ms.OOJA/麦野優衣/Ryosuke"Dr.R"Sakai | Ms.OOJA/麦野優衣/Ryosuke"Dr.R"Sakai |            | 3:26  |
| 2.        | 「Desert」(15th配信限定シングル)   | Ms.OOJA/Rung Hyang/Shingo.S         | Ms.OOJA/Rung Hyang/Shingo.S         |            | 2:39  |
| 3.        | 「Epilogue」(17th配信限定シングル) | Ms.OOJA/JiN                         | Ms.OOJA/JiN                         | JiN/川嶋太 | 4:01  |
| 4.        | 「40」                             | Ms.OOJA/麦野優衣/JiN                | Ms.OOJA/麦野優衣/JiN                | JiN        | 3:45  |
| 5.        | 「Little Car」                     | Ms.OOJA/JiN                         | Ms.OOJA/JiN                         | JiN/川嶋太 | 3:40  |
| 6.        | 「優しい世界の真ん中で」           | Ms.OOJA/麦野優衣/Ryosuke"Dr.R"Sakai | Ms.OOJA/麦野優衣/Ryosuke"Dr.R"Sakai |            | 3:26  |
| 7.        | 「楽園」                           | Ms.OOJA                             | COZZi                               |            | 4:40  |
| 8.        | 「Sky」                            | Ms.OOJA/SoundBreakers               | Ms.OOJA/SoundBreakers               |            | 3:59  |
| 9.        | 「光射す方へ」                     | Akinori Dono/Ms.OOJA                | Akinori Dono                        |            | 5:47  |
| 合計時間: | 合計時間:                          | 合計時間:                           | 合計時間:                           | 合計時間:  | 35:28 |

## ミュージックビデオ
| 曲名                 | ミュージックビデオ                                        |
| -------------------- | --------------------------------------------------------- |
| True                 | Ms.OOJA ｢True｣ - YouTube                                  |
| True                 | Ms.OOJA ｢True｣ (from Billboard Live Yokohama) - YouTube   |
| Desert               | Ms.OOJA ｢Desert｣ - YouTube                                |
| Desert               | Ms.OOJA ｢Desert｣(from Billboard Live Yokohama) - YouTube  |
| Epilogue             | Ms.OOJA ｢Epilogue｣ - YouTube                              |
| Epilogue             | Ms.OOJA ｢Epilogue｣ (Live in Billboard Yokohama) - YouTube |
| 40                   | Ms.OOJA ｢40｣ - YouTube                                    |
| 40                   | Ms.OOJA 「40」(from Billboard Live Yokohama) - YouTube    |
| Little Car           | Ms.OOJA ｢Little Car｣ - YouTube                            |
| 優しい世界の真ん中で | Ms.OOJA ｢In the Middle of a Tender World｣ - YouTube       |
| 楽園                 | Ms.OOJA ｢Paradise｣ - YouTube                              |
| Sky                  | Ms.OOJA ｢Sky｣ - YouTube                                   |
| 光射す方へ           | Ms.OOJA ｢Towards the Light｣ - YouTube                     |

## タイアップ
| 曲名       | タイアップ            |
| ---------- | --------------------- |
| 光射す方へ | 映画「KATACHI」主題歌 |

## チャート
| チャート(2023)  | チャート(2023)                 | 最高位 |
| --------------- | ------------------------------ | ------ |
| Oricon          | 週間CDアルバムランキング       | 34     |
| Oricon          | 週間デジタルアルバムランキング | 19     |
| Billboard Japan | 週間CDアルバムランキング       | 29     |
| Billboard Japan | 週間Download Albums            | 15     |